# Argyrotome ferruginea
Argyrotome ferruginea là một loài bướm đêm trong họ Geometridae.